# Антипин, Филипп Лукьянович
Фили́пп Лукья́нович Анти́пин (1900 — 25 марта 1944) — Герой Советского Союза (3.06.1944), участник Великой Отечественной войны, командир отделения 1-й роты 107-го сапёрного батальона 93-й стрелковой дивизии 57-й армии 3-го Украинского фронта, сержант.

## Биография
Родился в 1900 году в селе Емашево Бирского уезда Уфимской губернии, ныне Бирского района Республики Башкортостан. Русский. Образование начальное. Участник гражданской войны. С 1922 года работал в промысловых артелях. С 1931 года — председатель Лежебоковской промартели Бирского района.
В Красную армию призван в октябре 1942 года Бирским райвоенкоматом Башкирской АССР.
22 марта 1944 года сержант Ф. Л. Антипин в районе села Константиновка первым переправил на правый берег реки Южный Буг бойцов штурмовой группы. Работая старшим расчёта, он перевёз 37 человек. Большое умение требовалось, чтобы при сильном течении на малой надувной лодке переправлять груз, но в руках Антипина лодка шла уверенно. Благодаря его умению, бесстрашию задача была выполнена. В ночь с 24 на 25 марта 1944 года, когда из всех переправочных средств осталась лишь маленькая 2-местная пробитая пулями лодка, за весло сел сержант Антипин. Он переправлял лишь по одному человеку, все время рискуя быть затопленным вместе с лодкой. Когда потребовалось срочно переправить группу командования и радистов, Ф. Л. Антипин успешно выполнил и эту задачу — он перевёз за ночь 5 человек и рацию. Возвращаясь на левый берег, Ф. Л. Антипин за ночь перевёз 4 тяжелораненых бойцов.
25 марта 1944 года, возвращаясь последний раз, сержант Антипин, переправлял раненого товарища. Лодка накрылась водой, попала в место быстрого течения и была унесена к плотине мельницы хутора Строцкого (ныне территория Ташлыкской ГАЭС), где и погибли оба. Захоронен в братской могиле в пгт. Константиновка Вознесенского района Николаевской области.
Звание Героя Советского Союза Филиппу Лукьяновичу Антипину присвоено посмертно 3 июня 1944 года.

## Награды
- Медаль «Золотая Звезда» Героя Советского Союза (03.06.1944)[3]
- Орден Ленина (03.06.1944)
- Орден Красного Знамени (13.10.1943)[4]
- Медали:

Медаль «За боевые заслуги» (03.01.1943)

## Память
- В городе Бирске именем Героя названа улица.